# Títulos do Sport Club Internacional
A lista abaixo contém os principais títulos da história do Sport Club Internacional no futebol, incluindo a categoria profissional, as divisões de base e o feminino.

## Futebol profissional

### Títulos oficiais
| MUNDIAIS                       | MUNDIAIS                            | MUNDIAIS | MUNDIAIS |
| Troféus                        | Competição                          | Títulos  | Temporadas |
| ------------------------------ | ----------------------------------- | -------- | --- |
| Taça do mundial de clubes FIFA | Copa do Mundo de Clubes da FIFA     | 1        | 2006 |
| INTERCONTINENTAIS              |                                     |          | |
| Troféus                        | Competição                          | Títulos  | Temporadas |
|                                | Copa Suruga Bank                    | 1        | 2009 |
| CONTINENTAIS                   |                                     |          | |
| Troféus                        | Competição                          | Títulos  | Temporadas |
|                                | Copa Libertadores da América        | 2        | 2006 e 2010 |
|                                | Copa Sul-Americana                  | 1        | 2008 |
|                                | Recopa Sul-Americana                | 2        | 2007 e 2011 |
| NACIONAIS                      |                                     |          | |
| Troféus                        | Competição                          | Títulos  | Temporadas |
| BrasileiraoA1975-1992          | Campeonato Brasileiro               | 3        | 1975, 1976 e 1979 |
|                                | Copa do Brasil                      | 1        | 1992 |
|                                | Torneio Heleno Nunes                | 1        | 1984 |
| ESTADUAIS                      |                                     |          | |
| Troféus                        | Competição                          | Títulos  | Temporadas |
|                                | Campeonato Gaúcho                   | 46       | 1927, 1934, 1940, 1941, 1942, 1943, 1944, 1945,1947, 1948, 1950, 1951, 1952, 1953, 1955, 1961, 1969, 1970, 1971, 1972, 1973, 1974, 1975, 1976, 1978, 1981, 1982, 1983, 1984, 1991, 1992, 1994, 1997, 2002, 2003, 2004, 2005, 2008, 2009, 2011, 2012, 2013, 2014, 2015, 2016 e 2025 |
|                                | Copa FGF                            | 2        | 2009 e 2010(Time Aspirante) |
|                                | Recopa Gaúcha                       | 2        | 2016 e 2017 |
|                                | Super Copa Gaúcha                   | 1        | 2016(Time Aspirante) |
|                                | Copa Governador do Estado           | 1        | 1991 |
| MUNICIPAIS                     |                                     |          | |
| Bandeira                       | Competição                          | Títulos  | Temporadas |
|                                | Campeonato Citadino de Porto Alegre | 24       | 1913, 1914, 1915, 1916, 1917, 1920, 1922, 1927, 1934, 1936, 1940, 1941, 1942, 1943, 1944, 1945, 1947, 1948, 1950, 1951, 1952, 1953, 1955 e 1972 |

 Campeão Invicto

### Títulos amistosos
| TÍTULOS AMISTOSOS INTERNACIONAIS | TÍTULOS AMISTOSOS INTERNACIONAIS                            | TÍTULOS AMISTOSOS INTERNACIONAIS | TÍTULOS AMISTOSOS INTERNACIONAIS                                                                     |
| Bandeira                         | Competição                                                  | Títulos                          | Temporadas                                                                                           |
| -------------------------------- | ----------------------------------------------------------- | -------------------------------- | --- |
| Brasil                           | Torneio Inauguração do Estádio Olímpico                     | 1                                | 1954                                                                                                 |
| Chile                            | Torneio Viña del Mar                                        | 2                                | 1978, 2001                                                                                           |
| Espanha                          | Torneio Joan Gamper                                         | 1                                | 1982                                                                                                 |
| Espanha                          | Torneio da Costa do Sol                                     | 1                                | 1983                                                                                                 |
| -                                | Torneio Costa do Pacífico                                   | 1                                | 1983                                                                                                 |
| Japão                            | Copa Kirin                                                  | 1                                | 1984                                                                                                 |
| Escócia                          | Torneio Internacional de Glasgow                            | 1                                | 1987                                                                                                 |
| Espanha                          | Torneio Cidade de Vigo                                      | 1                                | 1987                                                                                                 |
| Espanha                          | Torneio Ceuta                                               | 1                                | 1989                                                                                                 |
| Paraguai                         | Copa Marlboro                                               | 1                                | 1991                                                                                                 |
| Japão                            | Copa Wako Denki                                             | 1                                | 1992                                                                                                 |
| Japão                            | Copa Sumitomo                                               | 1                                | 1994                                                                                                 |
| Brasil                           | Torneio de 25 Anos do Estádio Beira-Rio                     | 1                                | 1994                                                                                                 |
| -                                | Torneio Mercosul                                            | 1                                | 1996                                                                                                 |
| =Emirados Árabes Unidos          | Copa Dubai                                                  | 1                                | 2008                                                                                                 |
| Uruguai                          | Taça Fronteira da Paz                                       | 1                                | 2010                                                                                                 |
| TÍTULOS AMISTOSOS NACIONAIS      |                                                             |                                  | |
| Bandeira                         | Competição                                                  | Títulos                          | Temporadas                                                                                           |
| Brasil                           | Torneio Régis Pacheco (Quadrangular de Salvador)            | 1                                | 1953                                                                                                 |
| Brasil                           | Torneio Governador do Estado (Quadrangular de Campo Grande) | 1                                | 1987                                                                                                 |
| TÍTULOS AMISTOSOS ESTADUAIS      |                                                             |                                  | |
| Bandeira                         | Competição                                                  | Títulos                          | Temporadas                                                                                           |
| Rio Grande do Sul                | Torneio Centenário da Independência                         | 1                                | 1922                                                                                                 |
| Rio Grande do Sul                | Torneio Quadrangular Jornal do Brasil                       | 1                                | 1964                                                                                                 |
| Rio Grande do Sul                | Torneio da Festa da Uva(dividido com o gremio)              | 1                                | 1965                                                                                                 |
| Rio Grande do Sul                | Torneio da Imprensa                                         | 1                                | 1968                                                                                                 |
| TÍTULOS AMISTOSOS MUNICIPAIS     |                                                             |                                  | |
| Bandeira                         | Competição                                                  | Títulos                          | Temporadas                                                                                           |
|                                  | Torneio Início de Porto Alegre                              | 14                               | 1921, 1922,1929(dividido com o gremio)1932, 1934, 1937, 1938, 1940, 1941, 1942,1943,1957, 1960, 1966 |
|                                  | Torneio taca 14 de Julho                                    | 1                                | 1921                                                                                                 |
|                                  | Torneio Pão dos Pobres                                      | 1                                | 1926                                                                                                 |
|                                  | Torneio Sociedade Sul-Riograndense                          | 1                                | 1927                                                                                                 |
|                                  | Torneio Ruy Barbosa                                         | 1                                | 1928                                                                                                 |
|                                  | Torneio Encerramento                                        | 4                                | 1929, 1934, 1937, 1940                                                                               |
|                                  | Torneio Dia do Desporto                                     | 3                                | 1933, 1934, 1940                                                                                     |
|                                  | Torneio Flores da Cunha                                     | 1                                | 1934                                                                                                 |
|                                  | Taça Martel                                                 | 1                                | 1938                                                                                                 |
|                                  | Torneio Dia do Filiado(dividido com o gremio)               | 1                                | 1938                                                                                                 |
|                                  | Torneio taca Fogões Geral                                   | 2                                | 1938, 1939                                                                                           |
|                                  | Torneio Relâmpago                                           | 1                                | 1939                                                                                                 |
|                                  | Taça Diário de Notícias                                     | 1                                | 1939                                                                                                 |
|                                  | Torneio Triangular de Porto Alegre                          | 1                                | 1945                                                                                                 |
|                                  | Torneio Extra de Porto Alegre                               | 4                                | 1946, 1950, 1952, 1954                                                                               |
|                                  | Torneio da ACEPA                                            | 1                                | 1948                                                                                                 |
|                                  | Taça Casa Clark                                             | 1                                | 1949                                                                                                 |
|                                  | Troféu Bicentenário da Fundação de Porto Alegre             | 1                                | 1972                                                                                                 |

Torneio taca 15 Novembro 1929
Torneio dia do Cronista 1952
Torneio dia do Futebol 1952
Torneio Inicio Relampago Porto Alegre 1939
Torneio Vitoria 1931

### Títulos de turno e zonais da Taça Brasil
| TÍTULOS DE TURNOS | TÍTULOS DE TURNOS           | TÍTULOS DE TURNOS | TÍTULOS DE TURNOS |
| Bandeira          | Competição                  | Títulos           | Temporadas        |
| ----------------- | --------------------------- | ----------------- | ----------------- |
| Brasil            | Taça Brasil — Zona Sul      | 1                 | 1962              |
| Brasil            | Taça Brasil — Zona Sudoeste | 1                 | 1962              |
| Brasil            | Troféu João Saldanha        | 1                 | 2005, 2022        |
| Brasil            | Troféu Osmar Santos         | 1                 | 2009              |
| Rio Grande do Sul | Taça Fábio Koff             | 2                 | 2009, 2010        |
| Rio Grande do Sul | Taça Fernando Carvalho      | 1                 | 2009              |
| Rio Grande do Sul | Taça Farroupilha            | 3                 | 2011, 2012, 2013  |
| Rio Grande do Sul | Taça Piratini               | 1                 | 2013              |

### Troféus de partida única
Nota: não representam torneios, mas sim troféus recebidos em disputa em um único jogo, que pode ter sido um mero amistoso ou dentro de competição.
- Troféu Centenário de Pelotas: 1 (1912)
- Taça S.C. Guarany: 1 (1913)
- Taça Montaury: 2 (1913 e 1914)
- Taça Club Diamantinos: 1 (1914)
- Taça Campanhia Predial Paulista : 1 (1915)
- Troféu Colônia Rio-Grandense: 1 (1922)
- Taça Dr. João Carlos Machado: 1 (1931)
- Taça Foernges: 1 (1941)
- Copa Zero Hora 30 anos: 1 (1994)
- Troféu RBSTV Chapecó 20 Anos: 1 (2002)
- Taça 228 Anos de Campinas: 1 (2002)
- Taça Banco de Boston: 1 (2002)
- Taça Bento Gonçalves: 1 (2004)
- Femaçã: 2 (2015 e 2019)[4]
- Trofeu ACEG 70 anos: 1 (2015)[5]
- Troféu Festa da Uva: 1 (2016)[6]
- Taça FenaVindima: 1 (2020)[7]

 Campeão Invicto

## Futebol - Categorias de Base

### Aspirantes / Equipe B
| INTERNACIONAIS    | INTERNACIONAIS                                                             | INTERNACIONAIS | INTERNACIONAIS |
|                   | Competição                                                                 | Títulos        | Temporadas     |
| ----------------- | -------------------------------------------------------------------------- | -------------- | -------------- |
| Coreia do Sul     | It's Daejeon                                                               | 1              | 2007           |
| NACIONAIS         |                                                                            |                |                |
|                   | Competição                                                                 | Títulos        | Temporadas     |
| Brasil            | Campeonato Brasileiro                                                      | 2              | 2017 e 2019    |
| Brasil            | Copa Sub-23                                                                | 1              | 2010           |
| ESTADUAIS         |                                                                            |                |                |
|                   | Competição                                                                 | Títulos        | Temporadas     |
| Rio Grande do Sul | Campeonato Gaúcho — Segunda Divisão (equivalente ao terceiro nível gaúcho) | 1              | 2017           |
| Rio Grande do Sul | Copa FGF                                                                   | 2              | 2009 e 2010    |
| Rio Grande do Sul | Super Copa Gaúcha                                                          | 1              | 2016           |
| Rio Grande do Sul | Campeonato da Região Sul-Fronteira                                         | 1              | 2016           |

### Categoria Sub-20
| INTERNACIONAIS    | INTERNACIONAIS         | INTERNACIONAIS | INTERNACIONAIS |
|                   | Competição             | Títulos        | Temporadas |
| ----------------- | ---------------------- | -------------- | --- |
| Uruguai           | Punta Cup              | 2              | 2010 e 2011 |
| Alemanha          | Torneio Fallerhof      | 2              | 2015 e 2016 |
| Itália            | Troféu Angelo Dossena  | 1              | 2005 |
| Países Baixos     | Eurovoetbal            | 1              | 2006 |
| Itália            | Torneo Città di Torino | 1              | 2009 |
| Países Baixos     | PSV Otten Cup          | 1              | 2007 |
| Japão             | Copa Coca Cola         | 1              | 1996 |
| NACIONAIS         |                        |                | |
|                   | Competição             | Títulos        | Temporadas |
| Brasil            | Campeonato Brasileiro  | 1              | 2021 |
| Brasil            | Copa do Brasil         | 1              | 2014 |
| Brasil            | Supercopa do Brasil    | 1              | 2021 |
| São Paulo         | Copa São Paulo         | 5              | 1974, 1978, 1980, 1998 e 2020 |
| Rio de Janeiro    | Copa Brasil            | 3              | 2001, 2002 e 2004 |
| Rio Grande do Sul | Copa Rio Grande do Sul | 2              | 2006 e 2013 |
| ESTADUAIS         |                        |                | |
|                   | Competição             | Títulos        | Temporadas |
| Rio Grande do Sul | Campeonato Gaúcho      | 22             | 1975, 1976, 1980, 1981, 1983, 1988, 1991, 1992, 1994, 1997, 1998, 2002, 2008, 2009, 2011, 2012, 2015, 2017, 2018, 2019, 2021 e 2022 |
| Rio Grande do Sul | Copa FGF               | 5              | 2010, 2011, 2013, 2016 e 2017 |
| Rio Grande do Sul | Copa James Vidal       | 1              | 2003 |

### Categoria Sub-17
| INTERNACIONAIS          | INTERNACIONAIS                  | INTERNACIONAIS | INTERNACIONAIS                                                                                        |
|                         | Competição                      | Títulos        | Temporadas                                                                                            |
| ----------------------- | ------------------------------- | -------------- | --- |
| Brasil                  | Copa Santiago                   | 14             | 1990, 1992, 1993, 2001, 2003, 2005, 2007, 2009, 2010, 2011, 2012, 2013, 2014 e 2017                   |
| Malásia · Indonésia     | Frenz International Cup         | 1              | 2015                                                                                                  |
| NACIONAIS               |                                 |                | |
|                         | Competição                      | Títulos        | Temporadas                                                                                            |
| Brasil                  | Campeonato Brasileiro           | 1              | 2012                                                                                                  |
| Espírito Santo (estado) | Copa Nacional do Espírito Santo | 2              | 2009 e 2010                                                                                           |
| Bahia                   | Copa 2 de Julho                 | 2              | 2007 e 2008                                                                                           |
| São Paulo               | FAM Cup                         | 1              | 2024                                                                                                  |
| São Paulo               | Copa Promissão                  | 1              | 2011                                                                                                  |
| Rio de Janeiro          | Copa Rio                        | 1              | 2012                                                                                                  |
| Rio de Janeiro          | Copa Macaé                      | 3              | 2000, 2001 e 2005                                                                                     |
| Paraná                  | Torneio Brasileirinho           | 1              | 2004                                                                                                  |
| Santa Catarina          | Copa Cidade de Blumenau         | 1              | 2018                                                                                                  |
| Rio de Janeiro          | Taça Brasil                     | 1              | 1999                                                                                                  |
| REGIONAIS               |                                 |                | |
|                         | Competição                      | Títulos        | Temporadas                                                                                            |
| Santa Catarina          | SC Cup                          | 1              | 1999                                                                                                  |
| Santa Catarina          | Torneio Sul Brasileiro          | 1              | 2001                                                                                                  |
| ESTADUAIS               |                                 |                | |
|                         | Competição                      | Títulos        | Temporadas                                                                                            |
| Rio Grande do Sul       | Campeonato Gaúcho               | 17             | 1982, 1985, 1992, 1997, 1998, 1999, 2000, 2005, 2006, 2007, 2008, 2010, 2012, 2013, 2017, 2018 e 2021 |
| Rio Grande do Sul       | Copa FGF                        | 3              | 2011, 2012 e 2013                                                                                     |
| Rio Grande do Sul       | Campeonato Metropolitano        | 2              | 1973 e 1974                                                                                           |
| Rio Grande do Sul       | Torneio de Inverno de Alegrete  | 1              | 1997                                                                                                  |
| Rio Grande do Sul       | Copa Carlos Froner              | 1              | 2004                                                                                                  |
| Rio Grande do Sul       | Copa 70 Anos Sapucaiense        | 1              | 2011                                                                                                  |

### Categoria Sub-16
| INTERNACIONAIS    | INTERNACIONAIS                        | INTERNACIONAIS | INTERNACIONAIS                |
|                   | Competição                            | Títulos        | Temporadas                    |
| ----------------- | ------------------------------------- | -------------- | ----------------------------- |
| Brasil            | Copa Internacional de Flores da Cunha | 1              | 2012                          |
| NACIONAIS         |                                       |                |                               |
|                   | Competição                            | Títulos        | Temporadas                    |
| Pernambuco        | Copa Carpina                          | 1              | 2011                          |
| Paraná            | Quadrangular Gralha Azul              | 1              | 2022                          |
| Rio Grande do Sul | Copa Gramado                          | 1              | 2023                          |
| ESTADUAIS         |                                       |                |                               |
|                   | Competição                            | Títulos        | Temporadas                    |
| Rio Grande do Sul | Campeonato Gaúcho - Série B           | 5              | 2012, 2013, 2014, 2015 e 2016 |

### Categoria Sub-15
| INTERNACIONAIS          | INTERNACIONAIS                          | INTERNACIONAIS | INTERNACIONAIS                                                    |
|                         | Competição                              | Títulos        | Temporadas                                                        |
| ----------------------- | --------------------------------------- | -------------- | ----------------------------------------------------------------- |
|                         | Nike Premier Cup - Etapa Global         | 1              | 2000                                                              |
|                         | Nike Premier Cup - Etapa América Latina | 1              | 2000                                                              |
| Brasil                  | Copa da Amizade Brasil-Japão            | 1              | 2007                                                              |
| Brasil                  | Copa Internacional de Flores da Cunha   | 2              | 2003 e 2004                                                       |
| Brasil                  | Copa Armando Nogueira                   | 1              | 2010                                                              |
| NACIONAIS               |                                         |                |                                                                   |
|                         | Competição                              | Títulos        | Temporadas                                                        |
| Brasil                  | Nike Premier Cup - Etapa Nacional       | 5              | 2000, 2010, 2013, 2014 e 2016                                     |
| Paraná                  | Copa Brasil                             | 3              | 2003, 2005 e 2009                                                 |
| São Paulo               | Copa Votorantim                         | 2              | 2009 e 2011                                                       |
| Paraná                  | Torneio Brasileirinho                   | 4              | 2004, 2006, 2007 e 2008                                           |
| Minas Gerais            | BH Youth Cup                            | 1              | 2008                                                              |
| Espírito Santo (estado) | Copa da Paz                             | 2              | 1999 e 2000                                                       |
| REGIONAIS               |                                         |                |                                                                   |
|                         | Competição                              | Títulos        | Temporadas                                                        |
| Rio Grande do Sul       | Taça da Amizade                         | 4              | 2008, 2009, 2011 e 2024                                           |
| Santa Catarina          | Copa Vítor Isaías                       | 1              | 2019                                                              |
| ESTADUAIS               |                                         |                |                                                                   |
|                         | Competição                              | Títulos        | Temporadas                                                        |
| Rio Grande do Sul       | Campeonato Gaúcho                       | 11             | 2000, 2003, 2005, 2006, 2008, 2010, 2011, 2016, 2018, 2019 e 2022 |
| Rio Grande do Sul       | Nike Premier Cup - Etapa Estadual       | 2              | 1999 e 2000                                                       |
| Rio Grande do Sul       | Campeonato Gaúcho - SULIGAFI            | 1              | 2011                                                              |
| Rio Grande do Sul       | Campeonato Metropolitano                | 4              | 2000, 2003, 2004 e 2008                                           |
| Rio Grande do Sul       | Copa Moranguinho                        | 1              | 2003                                                              |
| Rio Grande do Sul       | Copa Coronel Pilar                      | 1              | 2011                                                              |

### Categoria Sub-14
| INTERNACIONAIS    | INTERNACIONAIS                       | INTERNACIONAIS | INTERNACIONAIS                                                                |
|                   | Competição                           | Títulos        | Temporadas                                                                    |
| ----------------- | ------------------------------------ | -------------- | ----------------------------------------------------------------------------- |
| Brasil            | EFIPAN                               | 13             | 1986, 1987, 1994, 1997, 1999, 2002, 2003, 2004, 2007, 2008, 2009, 2013 e 2022 |
| Itália            | Torneio Piccole Grandi Squadre       | 1              | 2007                                                                          |
| Uruguai           | Torneo Sin Fronteras                 | 1              | 2007                                                                          |
| Brasil            | Copa Mercosul                        | 2              | 2006 e 2008                                                                   |
| Brasil            | Campeonato Sul Americano de Araras   | 2              | 1998 e 1999                                                                   |
| Brasil            | Campeonato Internacional de Buritama | 1              | 2001                                                                          |
| Brasil            | Copa Panamericana de Angatuba        | 1              | 2004                                                                          |
| Brasil            | Copa Sul Americana de Cajati         | 1              | 2007                                                                          |
| NACIONAIS         |                                      |                |                                                                               |
|                   | Competição                           | Títulos        | Temporadas                                                                    |
| Rio de Janeiro    | Copa Voltaço                         | 1              | 2019                                                                          |
| São Paulo         | Copa Rio Negrinho                    | 1              | 2001                                                                          |
| São Paulo         | Taça Cajamar                         | 1              | 2001                                                                          |
| REGIONAIS         |                                      |                |                                                                               |
|                   | Competição                           | Títulos        | Temporadas                                                                    |
| Rio Grande do Sul | Copa Sul-Brasileira                  | 1              | 2010                                                                          |
| ESTADUAIS         |                                      |                |                                                                               |
|                   | Competição                           | Títulos        | Temporadas                                                                    |
| Rio Grande do Sul | Campeonato Gaúcho                    | 6              | 1993, 2000, 2003, 2005, 2006 e 2007                                           |
| Rio Grande do Sul | Campeonato Gaúcho - SULIGAFI         | 1              | 2010                                                                          |
| Rio Grande do Sul | Campeonato Gaúcho - NOLIGAFI         | 2              | 2015 e 2021                                                                   |
| Rio Grande do Sul | Campeonato Metropolitano             | 3              | 2000, 2001 e 2004                                                             |
| Rio Grande do Sul | Copa Mellita                         | 2              | 1997 e 1998                                                                   |
| Rio Grande do Sul | Copa Mizuno                          | 1              | 2005                                                                          |
| Rio Grande do Sul | Copa Nova Prata                      | 1              | 2006                                                                          |
| Rio Grande do Sul | Copa Roca Sales                      | 1              | 2009                                                                          |

### Categoria Sub-13
| INTERNACIONAIS    | INTERNACIONAIS                 | INTERNACIONAIS | INTERNACIONAIS                                  |
|                   | Competição                     | Títulos        | Temporadas                                      |
| ----------------- | ------------------------------ | -------------- | ----------------------------------------------- |
|                   | CONMEBOL Fiesta Evolución      | 2              | 2018 e 2019                                     |
| Argentina         | Torneio de Concepción          | 1              | 1997                                            |
| Brasil            | Copa Internacional de Vacaria  | 2              | 2007 e 2008                                     |
| Brasil            | Copa Brasil                    | 1              | 2005                                            |
| Brasil            | Copa Internacional de Buritama | 1              | 2001                                            |
| Brasil            | Copa Panamericana de Angatuba  | 1              | 2004                                            |
| NACIONAIS         |                                |                |                                                 |
|                   | Competição                     | Títulos        | Temporadas                                      |
| Brasil            | Liga de Desenvolvimento da CBF | 2              | 2017 e 2018                                     |
| Minas Gerais      | Copa Brasileirinho             | 2              | 2014 e 2015                                     |
| Rio de Janeiro    | Copa Macaé                     | 3              | 2006, 2008 e 2009                               |
| Rio Grande do Sul | Copa de Futebol Cidade Verde   | 1              | 2006                                            |
| São Paulo         | Copa Rio Negrinho              | 1              | 2001                                            |
| São Paulo         | Taça Cajamar                   | 1              | 2001                                            |
| REGIONAIS         |                                |                |                                                 |
|                   | Competição                     | Títulos        | Temporadas                                      |
| Santa Catarina    | Taça Saudades                  | 5              | 2004, 2006,, 2007, 2011 e 2012                  |
| ESTADUAIS         |                                |                |                                                 |
|                   | Competição                     | Títulos        | Temporadas                                      |
| Rio Grande do Sul | Campeonato Gaúcho              | 8              | 1997, 2000, 2003, 2005, 2006, 2007, 2008 e 2009 |
| Rio Grande do Sul | Campeonato Metropolitano       | 3              | 2000, 2001 e 2003                               |
| Rio Grande do Sul | Copa Mizuno                    | 1              | 2005                                            |
| Rio Grande do Sul | Copa Sinodal Progresso         | 1              | 2007                                            |
| Rio Grande do Sul | Copa Capa                      | 1              | 2008                                            |

### Categoria Sub-12
| INTERNACIONAIS                              | INTERNACIONAIS                        | INTERNACIONAIS | INTERNACIONAIS          |
|                                             | Competição                            | Títulos        | Temporadas              |
| ------------------------------------------- | ------------------------------------- | -------------- | ----------------------- |
| Brasil                                      | Copa Adidas / Teutônia                | 2              | 2010 e 2011             |
| Brasil                                      | Copa Internacional de Flores da Cunha | 4              | 2002, 2003, 2004 e 2012 |
| Brasil                                      | Copa Sul Americana de Cajati          | 1              | 2007                    |
| Brasil                                      | Copa Internacional de Vacaria         | 1              | 2008                    |
| NACIONAIS                                   |                                       |                |                         |
|                                             | Competição                            | Títulos        | Temporadas              |
| Santa Catarina                              | Taça Saudades                         | 4              | 2007, 2009, 2010 e 2012 |
| Rio Grande do Sul                           | Copa de Futebol Cidade Verde          | 3              | 2006, 2007 e 2008       |
| Rio Grande do Sul                           | Copa Sarandi                          | 2              | 2018 e 2019             |
| São Paulo                                   | Torneio Volkswagen                    | 1              | 1996                    |
| São Paulo                                   | Torneio Fartura                       | 1              | 2008                    |
| REGIONAIS                                   |                                       |                |                         |
|                                             | Competição                            | Títulos        | Temporadas              |
| Paraná · Rio Grande do Sul · Santa Catarina | Sulbrasileiro BGPrime                 | 3              | 2017, 2018 e 2019       |
| ESTADUAIS                                   |                                       |                |                         |
|                                             | Competição                            | Títulos        | Temporadas              |
| Rio Grande do Sul                           | Campeonato Gaúcho                     | 3              | 2005, 2006 e 2011       |
| Rio Grande do Sul                           | Campeonato Gaúcho - NOLIGAFI          | 4              | 2012, 2013, 2016 e 2021 |
| Rio Grande do Sul                           | Campeonato Metropolitano              | 2              | 2001 e 2003             |
| Rio Grande do Sul                           | Copa Mellita                          | 1              | 1997                    |
| Rio Grande do Sul                           | Copa Mizuno                           | 1              | 2005                    |

### Categoria Sub-11
| INTERNACIONAIS    | INTERNACIONAIS                     | INTERNACIONAIS | INTERNACIONAIS                      |
|                   | Competição                         | Títulos        | Temporadas                          |
| ----------------- | ---------------------------------- | -------------- | ----------------------------------- |
| Brasil            | EFIPAN (Primavera)                 | 5              | 2009, 2012, 2013, 2015 e 2017       |
| Brasil            | Torneio Internacional de Primavera | 6              | 2010, 2012, 2013, 2015, 2017 e 2022 |
| Brasil            | Torneio Internacional de Inverno   | 2              | 2000 e 2009                         |
| Brasil            | Copa Internacional de Buritama     | 2              | 2000 e 2001                         |
| Brasil            | Copa Internacional de Vacaria      | 1              | 2007                                |
| Brasil            | Copa Adidas / Teutônia             | 1              | 2011                                |
| Brasil            | Taça Bruxellas/Pumas Brasil        | 1              | 2011                                |
| NACIONAIS         |                                    |                |                                     |
|                   | Competição                         | Títulos        | Temporadas                          |
| Rio Grande do Sul | Copa de Futebol Cidade Verde       | 1              | 2018                                |
| REGIONAIS         |                                    |                |                                     |
|                   | Competição                         | Títulos        | Temporadas                          |
| Santa Catarina    | Taça Saudades                      | 3              | 2008, 2011 e 2013                   |
| Rio Grande do Sul | Taça da Amizade                    | 2              | 2009 e 2010                         |
| Rio Grande do Sul | Copa Sul                           | 1              | 2005                                |
| ESTADUAIS         |                                    |                |                                     |
|                   | Competição                         | Títulos        | Temporadas                          |
| Rio Grande do Sul | Campeonato Gaúcho                  | 6              | 2000, 2003, 2005, 2007, 2008 e 2009 |
| Rio Grande do Sul | Campeonato Gaúcho - NOLIGAFI       | 2              | 2013 e 2015                         |
| Rio Grande do Sul | Campeonato Metropolitano           | 1              | 2008                                |
| Rio Grande do Sul | Torneio de Inverno de Alegrete     | 1              | 2000                                |
| Rio Grande do Sul | Torneio do SESC                    | 1              | 2002                                |
| Rio Grande do Sul | Copa Capão da Canoa                | 1              | 2004                                |
| Rio Grande do Sul | Copa Cidade de Canoas              | 1              | 2007                                |

### Categoria Sub-10
| INTERNACIONAIS    | INTERNACIONAIS                 | INTERNACIONAIS | INTERNACIONAIS                     |
|                   | Competição                     | Títulos        | Temporadas                         |
| ----------------- | ------------------------------ | -------------- | ---------------------------------- |
| Brasil            | Copa Internacional de Buritama | 1              | 2001                               |
| Brasil            | Taça Bruxellas/Pumas Brasil    | 1              | 2011                               |
| NACIONAIS         |                                |                |                                    |
|                   | Competição                     | Títulos        | Temporadas                         |
| Rio Grande do Sul | Copa de Futebol Cidade Verde   | 1              | 2015                               |
| REGIONAIS         |                                |                |                                    |
|                   | Competição                     | Títulos        | Temporadas                         |
| Santa Catarina    | Taça Saudades                  | 1              | 2012                               |
| ESTADUAIS         |                                |                |                                    |
|                   | Competição                     | Títulos        | Temporadas                         |
| Rio Grande do Sul | Campeonato Gaúcho              | 5              | 2000, 2005, 2007, 2009 e 2011      |
| Rio Grande do Sul | Campeonato Gaúcho - SULIGAFI   | 1              | 2010                               |
| Rio Grande do Sul | Campeonato Metropolitano       | 6              | 1996, 2000, 2002, 2003 2004 e 2009 |
| Rio Grande do Sul | Torneio de Base do GE Sandense | 2              | 2015 e 2017                        |
| Rio Grande do Sul | Copa Mellita                   | 1              | 1998                               |
| Rio Grande do Sul | Copa Capão da Canoa            | 1              | 2004                               |
| Rio Grande do Sul | Copa Cidade de Canoas          | 1              | 2007                               |

### Categoria Sub-9
| ESTADUAIS         | ESTADUAIS                    | ESTADUAIS | ESTADUAIS         |
|                   | Competição                   | Títulos   | Temporadas        |
| ----------------- | ---------------------------- | --------- | ----------------- |
| Rio Grande do Sul | Campeonato Gaúcho - NOLIGAFI | 2         | 2022 e 2023       |
| Rio Grande do Sul | Copa Americano               | 3         | 2010, 2011 e 2022 |

### Categoria Sub-8
| ESTADUAIS         | ESTADUAIS                    | ESTADUAIS | ESTADUAIS  |
|                   | Competição                   | Títulos   | Temporadas |
| ----------------- | ---------------------------- | --------- | ---------- |
| Rio Grande do Sul | Campeonato Gaúcho - NOLIGAFI | 1         | 2023       |

## Futebol Feminino
| REGIONAIS                                   | REGIONAIS                                  | REGIONAIS | REGIONAIS                                                               |
|                                             | Competição                                 | Títulos   | Temporadas                                                              |
| ------------------------------------------- | ------------------------------------------ | --------- | ----------------------------------------------------------------------- |
| Paraná · Rio Grande do Sul · Santa Catarina | Copa Sul                                   | 3         | 2000, 2001 e 2003                                                       |
| ESTADUAIS                                   |                                            |           |                                                                         |
|                                             | Competição                                 | Títulos   | Temporadas                                                              |
| Rio Grande do Sul                           | Campeonato Gaúcho                          | 12        | 1983, 1984, 1997, 1998, 1999, 2002, 2003, 2017, 2019, 2020, 2021 e 2023 |
| Rio Grande do Sul                           | Campeonato Gaúcho Master                   | 1         | 2006                                                                    |
| Rio Grande do Sul                           | Campeonato Metropolitano                   | 3         | 2001, 2002 e 2003                                                       |
| Rio Grande do Sul                           | Jogos Intermunicipais do Rio Grande do Sul | 1         | 2003                                                                    |
| Rio Grande do Sul                           | Campeonato Serrano                         | 1         | 2007                                                                    |
| AMISTOSAS                                   |                                            |           |                                                                         |
|                                             | Competição                                 | Títulos   | Temporadas                                                              |
| Brasil                                      | Brasil Ladies Cup                          | 1         | 2023                                                                    |
| Rio Grande do Sul                           | Copa Cidade de Gravataí                    | 1         | 2001                                                                    |
| Rio Grande do Sul                           | Copa Novo Hamburgo                         | 1         | 2003                                                                    |

### Categorias de Base

#### Categoria Sub-20
| NACIONAIS         | NACIONAIS             | NACIONAIS | NACIONAIS                  |
|                   | Competição            | Títulos   | Temporadas                 |
| ----------------- | --------------------- | --------- | -------------------------- |
| Brasil            | Campeonato Brasileiro | 3         | 2019 (sub-18), 2022 e 2023 |
| ESTADUAIS         |                       |           |                            |
|                   | Competição            | Títulos   | Temporadas                 |
| Rio Grande do Sul | Campeonato Gaúcho     | 1         | 2019 (sub-18)              |
| MUNICIPAIS        |                       |           |                            |
|                   | Competição            | Títulos   | Temporadas                 |
|                   | Campeonato Municipal  | 3         | 2001, 2002 e 2003          |
| AMISTOSAS         |                       |           |                            |
|                   | Competição            | Títulos   | Temporadas                 |
| Rio Grande do Sul | Copa Gramado/Siapergs | 1         | 2023                       |

#### Categoria Sub-17
| INTERNACIONAIS    | INTERNACIONAIS                        | INTERNACIONAIS | INTERNACIONAIS                      |
|                   | Competição                            | Títulos        | Temporadas                          |
| ----------------- | ------------------------------------- | -------------- | ----------------------------------- |
|                   | CONMEBOL Fiesta Evolución Sub-16      | 1              | 2020                                |
| NACIONAIS         |                                       |                |                                     |
|                   | Competição                            | Títulos        | Temporadas                          |
| Brasil            | Campeonato Brasileiro                 | 2              | 2019 (sub-16) e 2022                |
| Brasil            | Liga de Desenvolvimento Sub-16 da CBF | 1              | 2019                                |
| ESTADUAIS         |                                       |                |                                     |
|                   | Competição                            | Títulos        | Temporadas                          |
| Rio Grande do Sul | Campeonato Gaúcho                     | 6              | 2017, 2018, 2019, 2021, 2022 e 2023 |
| MUNICIPAIS        |                                       |                |                                     |
|                   | Competição                            | Títulos        | Temporadas                          |
|                   | Jogos de Porto Alegre                 | 1              | 2003                                |
| AMISTOSAS         |                                       |                |                                     |
|                   | Competição                            | Títulos        | Temporadas                          |
| Rio Grande do Sul | Torneio Emancipação                   | 1              | 2003                                |

#### Categoria Sub-15
| NACIONAIS         | NACIONAIS                             | NACIONAIS | NACIONAIS                  |
|                   | Competição                            | Títulos   | Temporadas                 |
| ----------------- | ------------------------------------- | --------- | -------------------------- |
| Brasil            | Liga de Desenvolvimento Sub-14 da CBF | 1         | 2021                       |
| ESTADUAIS         |                                       |           |                            |
|                   | Competição                            | Títulos   | Temporadas                 |
| Rio Grande do Sul | Campeonato Gaúcho                     | 3         | 2017, 2018 e 2019 (sub-14) |
| MUNICIPAIS        |                                       |           |                            |
|                   | Competição                            | Títulos   | Temporadas                 |
|                   | Jogos de Porto Alegre                 | 1         | 2003                       |
| AMISTOSAS         |                                       |           |                            |
|                   | Competição                            | Títulos   | Temporadas                 |
| Brasil            | Copa Brasileira Infantil              | 1         | 2003                       |

#### Categoria Sub-13
| MUNICIPAIS | MUNICIPAIS            | MUNICIPAIS | MUNICIPAIS |
|            | Competição            | Títulos    | Temporadas |
| ---------- | --------------------- | ---------- | ---------- |
|            | Jogos de Porto Alegre | 1          | 2003       |